# Portar (fotbal)

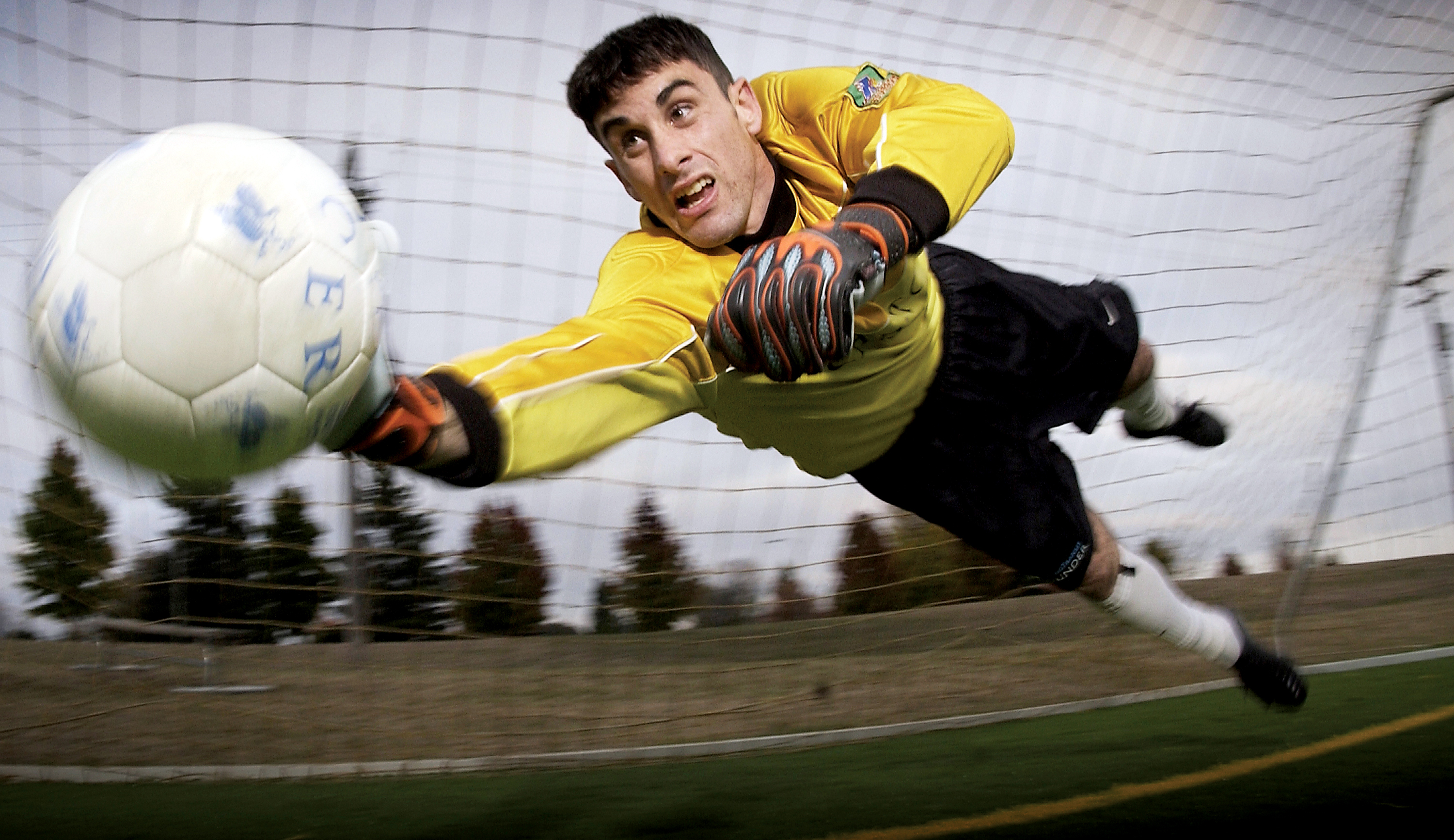
Un portar plonjând să oprească mingea ce se îndreaptă spre poarta sa.

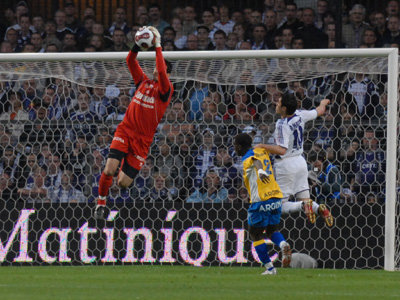
Un portar care prinde mingea cu ambele mâini în săritură

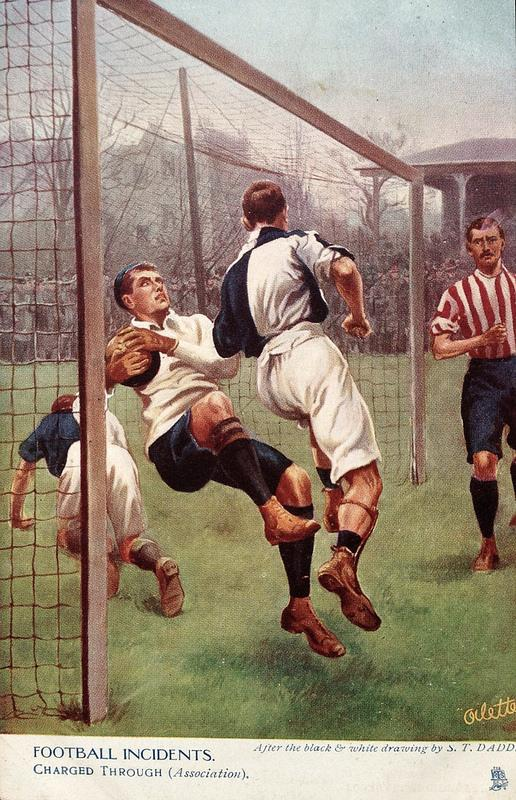
Fault la portar

Portarul este acel membru al echipei de fotbal care se află pe parcursul meciului în poartă, în scopul împiedicării marcării golurilor de către echipa adversă. Este unicul jucător care se poate folosi de mâini, dar numai în interiorul careului propriu de 16 m. Careul „mic”, de 6 m, este considerat zona de „protecție” a portarilor, și intervenția asupra portarului în careul mic este sancționată de regulă cu lovitură liberă, daca portarul atinge mingea cu mana inafara careului, este sanctionat cu un cartonas rosu.

## Cele mai scumpe transferuri de portari

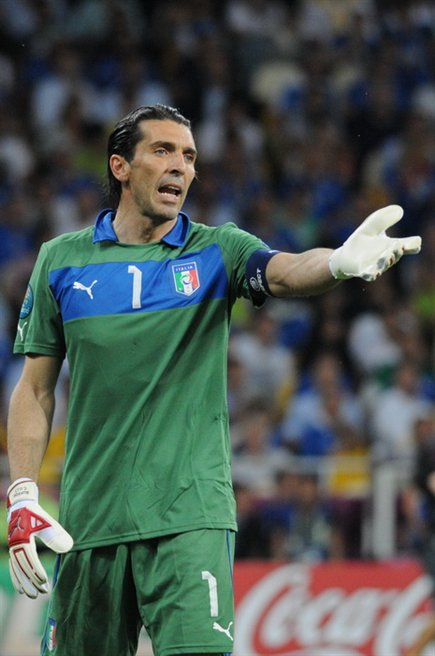
Gianluigi Buffon este cel mai scump portar din lume, transferul său făcându-se pentru 33 de milioane de £.

Cel mai scump transfer de portar realizat vreodată e cel al lui Gianluigi Buffon ce a trecut în 2001 de la Parma la Juventus pentru suma de 54,29 mln €.
| #  | Jucător               | De la                    | La                 | Suma transferului (£) | Suma transferului (€) | An   |
| -- | --------------------- | ------------------------ | ------------------ | --------------------- | --------------------- | ---- |
| 1  | Gianluigi Buffon      | Parma                    | Juventus           | £33m                  | €54.2m                | 2001 |
| 2  | Manuel Neuer          | Schalke 04               | Bayern München     | £19m                  | €24m                  | 2011 |
| 3  | David de Gea          | Atlético Madrid          | Manchester United  | £18m                  | €22m                  | 2011 |
| 4  | Claudio Bravo         | Barcelona                | Manchester City    | £17m                  | €20m                  | 2016 |
| 5  | Angelo Peruzzi        | Internazionale           | Lazio              | £15.7m                | €17.8m                | 2000 |
| 6  | Jan Oblak             | Benfica                  | Atlético de Madrid | £12.6m                | €16m                  | 2014 |
| 7  | Petr Čech             | Chelsea                  | Arsenal            | £10m                  | €13.9m                | 2015 |
| 8  | Fraser Forster        | Celtic                   | Southampton        | £10m                  | €12.5m                | 2014 |
| 9  | Claudio Bravo         | Real Sociedad            | Barcelona          | £9.7m                 | €12m                  | 2014 |
| 9  | Marc-André ter Stegen | Borussia Mönchengladbach | Barcelona          | £9.7m                 | €12m                  | 2014 |
| 10 | Fernando Muslera      | Lazio                    | Galatasaray        | £9.93m                | €11.75m               | 2011 |

## Portari celebri
Numele scrise îngroșat sunt numele portarilor activi în prezent.
- Iker Casillas
- Edwin van der Sar
- Gianluigi Buffon
- Petr Cech
- Oliver Kahn
- Helmuth Duckadam
- Fabien Barthez
- Peter Shilton
- Lev Iașin
- Jens Lehmann
- Hans-Jörg Butt
- Víctor Valdés
- Hugo Lloris
- Maarten Stekelenburg
- Wojciech Szczęsny
- Júlio César
- Sepp Maier
- Walter Zenga
- David de Gea
- Manuel Neuer
- Peter Schmeichel
- Fernando Muslera
- Joe Hart
- Gordon Banks
- Andoni Zubizarreta
- Dino Zoff
- Christian Abbiati
- René Higuita
- Rică Răducanu
- Alisson Becker
- Gianluigi Donnarumma
- Thibaut Courtois